# Petronilla de Roma

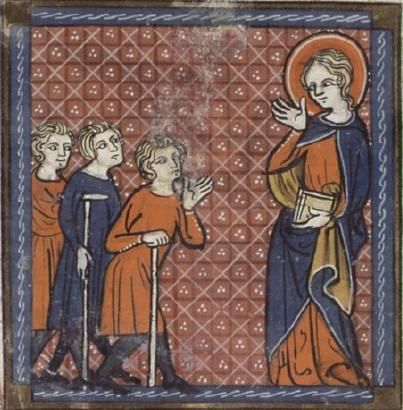
Santa Petronila e os Doentes. Manuscrito francês do século XIV.

Petronila (Aurelia Petronilla)  é uma santa cristã primitiva. Ela é venerada como virgem pela Igreja Católica e Igreja Ortodoxa. Ela morreu em Roma no final do século 1.

## Identidade
Petronila é tradicionalmente identificada como filha de Pedro, embora isso possa resultar simplesmente da semelhança de nomes. Acredita-se que ela pode ter sido convertida de Pedro (e, portanto, uma "filha espiritual"), ou uma seguidora ou serva. Diz-se que Pedro a curou da paralisia.
Inscrições romanas, no entanto, a identificam simplesmente como mártir. Ela pode ter sido relacionada com Domitila. 
Histórias associadas a ela incluem aquelas que relatam que ela era tão bonita que Pedro a trancou em uma torre para mantê-la longe de homens elegíveis; que um rei pagão chamado Flaco, querendo se casar com ela, levou Petronila a fazer uma greve de fome, da qual ela morreu.
No catálogo romano do século IV das festas dos mártires, que é usado no Martyrologium Hieronymianum, seu nome parece não ter sido inserido. Ocorre no último martirológio, mas apenas como uma adição posterior. Seu nome é dado em 31 de maio e os Martirológios de Beda e seus imitadores adotam a mesma data.
A ausência de seu nome no calendário romano de festas do século IV sugere que Petronila morreu no final do primeiro ou durante o século II, já que nenhuma festa especial para mártires foi celebrada nesse período. Após a ereção da basílica sobre seus restos mortais e os de Nereu e Aquileu no século 4, seu culto se estendeu amplamente e seu nome foi, portanto, admitido mais tarde no martirológio. Uma lenda, cuja existência no século VI é comprovada pela sua presença na lista dos túmulos dos mártires romanos preparada pelo abade João no final deste século, considera Petronila como uma filha real do apóstolo Pedro. Nos apócrifos Atos de Pedro, datados do século II, é mencionada uma filha de Pedro, embora seu nome não seja dado.
Petronila foi identificada em Roma com essa suposta filha de Pedro, provavelmente por causa de seu nome e da grande antiguidade de seu túmulo. Ela aparece nos lendários Atos dos mártires Nereu e Aquileu e no Liber Pontificalis, mas como virgem e não como mártir. A partir desta lenda de Nereu e Aquileu, um aviso semelhante foi admitido nos martirológios históricos da Idade Média e daí no moderno Martirológio Romano.

## Veneração

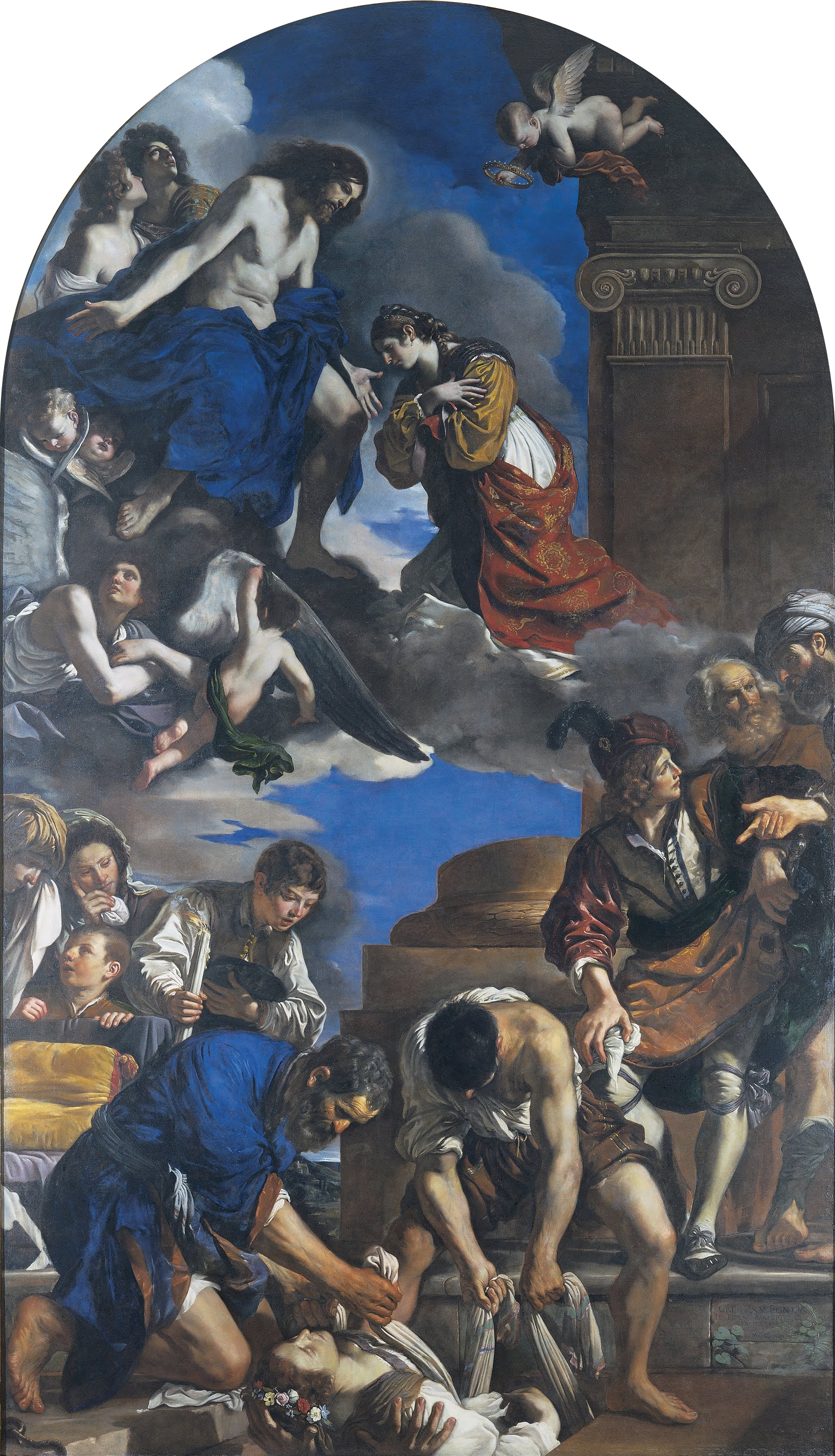
O Enterro de Santa Petronilla, por Guercino, 1621-1622

### Enterro
Quase todas as listas dos séculos VI e VII dos túmulos dos mártires romanos mais venerados mencionam o túmulo de Petronila como situado na Via Ardeatina, perto de Nereu e Aquileu. Esses avisos foram totalmente confirmados pelas escavações na Catacumba de Domitilla. Uma topografia das sepulturas dos mártires romanos, Epitome libri de locis sanctorum martyrum, localiza na Via Ardeatina uma igreja de Santa Petronila, na qual Nereu e Aquileu, bem como Petronila, foram enterrados.
Esta igreja, construída na catacumba acima mencionada, foi descoberta, e os memoriais encontrados nela removeram todas as dúvidas de que os túmulos dos três santos já foram venerados lá.
Uma pintura, na qual Petronilla é representada recebendo uma pessoa falecida (chamada Veneranda) no céu, foi descoberta na pedra de fechamento de uma tumba em uma cripta subterrânea atrás da abside da basílica. Ao lado da imagem da santa está o nome dela: Petronilla Mart. (ano). Que a pintura foi feita pouco depois de 356, é comprovado por uma inscrição encontrada na tumba.
Fica assim claramente estabelecido que Petronila foi venerada em Roma como mártir no século IV, e o testemunho deve ser aceito como certamente histórico, não obstante a lenda posterior que a reconhece apenas como virgem (veja abaixo). Outro memorial conhecido, mas infelizmente não mais existente, foi o sarcófago de mármore que continha seus restos mortais, sob o papa Paulo I trazido para a Basílica de São Pedro. No relato disso no Liber Pontificalis a inscrição esculpida no sarcófago é dada assim: Aureae Petronillae Filiae Dulcissimae ("de Petronila dourada, a filha mais doce"). O sarcófago foi descoberto, na própria capela dedicada a ela na Velha São Pedro, sob o papa Sisto IV, que se apressou a informar Luís XI da França. Os avisos existentes do século XVI sobre este sarcófago afirmam que a primeira palavra foi Aur, (Aureliae), de modo que o nome do mártir era Aurelia Petronilla. O segundo nome vem de Petro ou Petronius, e, como o nome do bisavô do cônsul cristão, Tito Flávio Clemente, era Tito Flávio Petro, é muito possível que Petronila fosse parente do cristão Flavii, que descendia da família senatorial dos Aurelii. Esta teoria também explicaria por que Petronila foi enterrada na catacumba da Flávia Domitila. Como esta última, Petronila pode ter sofrido durante a perseguição de Domiciano, talvez só mais tarde.